# باسکی (نیومکزیکو)
باسکی (به انگلیسی: Bosque) یک منطقهٔ مسکونی در ایالات متحده آمریکا است که در شهرستان ولنسیا، نیومکزیکو واقع شده‌است. باسکی ۱٬۴۵۶٫۹۶ متر بالاتر از سطح دریا قرار دارد.